# Alan Reid & Rob van Sante
Alan Reid is een Schotse traditionele folkmuzikant. Hij is een van de oprichters van The Battlefield Band. Hij is gitarist en zanger, speelt keyboard en is songwriter. Hij vormt een duo met Rob van Sante. Rob is ook gitarist en vocalist. Hij is in Nederland geboren en ging al op vroege leeftijd gitaar spelen. Na allerlei omzwervingen is hij uiteindelijhk in Engeland terechtgekomen; hij woont in Leeds en heeft daar een studio.
Hij werkte onder andere met Danny Thompson, Jon Strong, Tom Napper en Tom McConville. Hij werkt de laatste jaren als sound engeneer voor The Battlefield Band.

## Discografie
Alan Reid & Rob van Sante
- 2002   Under the Blue - Red Sands Records              RSC001
- 2009   The Rise and Fall o' Charlie - Red Sands Records          RSCD002
- 2012   The Adventures of John Paul Jones - Red Sands Records         RSCD003
- 2014   Rough Diamonds - Red Sands Records          RSCD004

Alan Reid & Rob van Sante op compilatiealbums
- 2004 Gentle Giants Greentrax Records CDTRAX271
- 2003 The Portraits and the Music Temple Records COMD2093

Alan Reid - met The Battlefield Band
- 1975 Scottish Folk - Arfolk (breton label) (rr. 1996 - Arfolk)
- 1977 Battlefield Band - Topic (rr. 1994 - Temple Records) COMD2055
- 1977 Wae's me for Prince Charlie - Escalibur
- 1978 At the Front - Topic (rr. 1994 - Temple Records) COMD2056
- 1979 Stand Easy + Preview - Topic (rr. 1994 - Temple Records) COMD2052
- 1980 Home Is Where the Van Is - Temple Records  COMD2006
- 1981 The Story So Far (compilation) - Temple Record CTP007
- 1982 There's a Buss - Temple Records COMD2007
- 1984 Anthem for the Common Man - Temple Records COMD2008
- 1986  On the Rise - Temple Records COMD2009
- 1986 Music in Trust 1 - Temple Records COMD2010
- 1987 Celtic Hotel - Temple Records COMD2002
- 1987 After Hours (compilation) - Temple Records COMD2001
- 1988 Music in Trust 2 (with Alison Kinnaird) - Temple Records COMD2004
- 1989 Home Ground (live) - Temple Records COMD2034
- 1991 New Spring - Temple Records COMD2045
- 1993 Quiet Days - Temple Records COMD2050
- 1995 Treads - Temple Records COMD2061
- 1997 Across the Borders (live) - Temple Records  COMD2065
- 1998 Rain, Hail or Shine - Temple Records COMD2074
- 1999 Leaving Friday Harbour - Temple Records COMD2080
- 2001 Happy Daze - Temple Records COMD2085
- 2002 Time & Tide - Temple Records COMD2090
- 2003 Out for the Night - Temple Records COMD2094